# Sispony
Sispony és un nucli de població del Principat d'Andorra situat a la parròquia de la Massana. L'any 2017 tenia 872 habitants.
Al carrer major es troba la Casa Rull, una casa del segle xvii transformada en museu d'una casa i família típica andorrana del segle xix i principis del segle xx.
Atès que es troba només a un parell de quilòmetres de la localitat de la Massana, el passeig fins a Sispony és un dels predilectes dels turistes que s'allotgen a la capital de la parròquia. Aprofitant l'ocasió es pot arribar fins a Escàs i els Plans, on els xalets moderns i les antigues cases pairals formen un original nucli urbà. Cal destacar la inalterable tranquil·litat i també la meravellosa vista panoràmica que es pot contemplar des del poble. Si sou amants de les excursions a peu, us recomanem el passeig fins als Cortals de Sispony (1644m. d'alt.) i la Serra d'Enclar, lloc pintoresc d'on es veu un bell panorama. Un camí permet arribar a la collada de Muntaner (2078m. d'alt.), a la frontera, al costat del pic Enclar (2388m. d'alt.), el qual domina el poble urgellenc d'Ós de civís.
També podeu fer l'ascensió al Pic de Carroi (2334m. d'alt) amb magnífiques vistes sobre la vall i fins a Andorra la Vella. Sispony celebra la seva Festa Major per Sant Joan. La capella, dedicada al patró local, fou restaurada fa pocs anys i és del segle xvii. Conserva un preciós retaule barroc.
A Sispony també es troba la Casa Rull. Aquesta casa fou una de les cases més riques de la parròquia de la Massana. A les societats tradicionals pirinenques, com l'andorrana, les cases ho són tot, apleguen el concepte de família i patrimoni i es converteixen en els elements principals de l'organització social. Va ser reconvertida en museu per explicar la forma de vida d'una família benestant de l'època.